# Heterochelus dissidens
Heterochelus dissidens är en skalbaggsart som beskrevs av Louis Albert Péringuey 1902. Heterochelus dissidens ingår i släktet Heterochelus och familjen Melolonthidae. Inga underarter finns listade i Catalogue of Life.